# Obersteinbach
Obersteinbach är en kommun i departementet Bas-Rhin i regionen Grand Est (tidigare regionen Alsace) i nordöstra Frankrike. Kommunen ligger i kantonen Wissembourg som tillhör arrondissementet Wissembourg. År 2022 hade Obersteinbach 234 invånare.

## Befolkningsutveckling
Antalet invånare i kommunen Obersteinbach
| Referens: INSEE |